# 王經邦
王经邦（？—1597年），號鞏甌，直隶真定府趙州宁晋县人，明朝政治人物。

## 生平
萬曆四年（1576年）丙子科順天鄉試舉人。万历十七年（1589年）登己丑科進士，初授行人司行人，萬曆二十三年四月出使两藩，不受餽贈，人稱之为「清行人」。歴官户部郎中，督饷甘肃，支放二百五十万金，常例尽革，軍中為其设位而祝禱，有「黄伞浊，青伞清」之谣。因病卒于軍中。
道臣视含斂，简床下一笥廿余金，歎曰：「吾辈当愧死。」數年后，御史行部，見軍民交頌，特請于朝，赠布政司左參議，按例郎官級別從未有赠參議高職者，此為破例恩典。

## 家族
曾祖王江。祖父王學。父王金。